# Wide Awake in America
A Wide Awake in America a U2 1985-ben kiadott EP-je, melyen addig csak az Egyesült Királyságban megjelent számok, ill. a Bad egy addig kiadatlan élő felvétele hallható.
Eredetileg csak Észak-Amerikában és Japánban adták ki, de importként az Egyesült Királyságban is sokat adtak el belőle. 1990-ben jelent meg újra, immár világszerte.

## Dalok
1. Bad (élő) (7:59)
2. A Sort of Homecoming (élő) (4:06)
3. The Three Sunrises (3:52)
4. Love Comes Tumbling (4:45)

A Bad a birminghami National Exhibition Centre-ben hangzott el, 1984. november 11-én. – Az A Sort of Homecoming felvételének helyszíne a londoni Wembley Arena, időpontja pedig 1985. november 15. A koncert előtti beállás alatt vették fel, a közönségzajt később keverték hozzá. – A The Three Sunrises megjelent első válogatásalbumuk korlátozott példányszámban kiadott The B-Sides of 1980-1990 című második cédéjén (1998). – A Love Comes Tumbling szintén rákerült erre a válogatásra, de kezdése némileg eltér az EP-n hallható változattól.
A Bad kivételével az összes szám eredetileg a The Unforgettable Fire kislemezen jelent meg (1985. április).

## Előadók
- Bono – ének
- The Edge – gitár, billentyűsök, ének
- Adam Clayton – basszusgitár
- Larry Mullen, Jr. – dob

## Külső hivatkozások
- U2 Wanderer diszkográfia